# Грейнер, Чарльз
Чарльз А. Грейнер-младший (род. 10 ноября 1968, Питтсбург, Пенсильвания) — военный преступник, бывший член резерва армии США. Он был признан виновным в жестоком обращении с заключёнными в связи со скандалом в тюрьме Абу-Грейб в 2003—2004 годах. Грейнер вместе с другими солдатами в своём подразделении, 372-й роте военной полиции, был обвинён в том, что он допускал и причинял сексуальное, физическое и психологическое насилие над иракскими военнопленными в тюрьме Абу-Грейб, печально известной американской тюрьме в Багдаде.
Грейнер был признан виновным в заговоре с целью плохого обращения с задержанными, не сумел защитить задержанных от жестокого обращения, жестокости и плохого обращения, а также обвинений в агрессии, непристойности и халатности при исполнении служебных обязанностей. Он был признан виновным по всем пунктам обвинения 14 января 2005 года и приговорён к 10 годам тюремного заключения, понижению до рядового, увольнению из армии с позором, потере оплаты и пособий. Обвинения в супружеской измене и препятствовании правосудию были сняты до суда. 6 августа 2011 года Гранер был освобождён из дисциплинарных казарм США в Форт Ливенуорт, штат Канзас, после того, как отбыл шесть с половиной лет своего десятилетнего заключения.